# 武乡福源院
武乡福源院，位于山西省长治市武乡县故城镇北良村，元大德七年（1303年）大地震后重修。现存正楼、东西配殿。正楼二层，为明代建筑，面阔三间，进深四椽，歇山顶。东西配殿为元代遗物，西配殿屋顶的琉璃脊刹上有元泰定元年（1324年）的题记，2022年曾发生被盗事件。
2016年6月6日，福源院公布为第五批山西省文物保护单位，编号5-78。2018年进行维修。2019年10月7日，武乡福源院公布为第八批全国重点文物保护单位。
北良侯村造像也在福源院内。